# اولگا لتیوشوا
اولگا لتیوشوا (انگلیسی: Olga Letyushova؛ زادهٔ ۲۹ دسامبر ۱۹۷۵) بازیکن فوتبال اهل روسیه است.
از باشگاه‌هایی که در آن بازی کرده‌است می‌توان به باشگاه فوتبال زسکا روستوف-نا-دونو اشاره کرد.
وی همچنین در تیم ملی فوتبال زنان روسیه بازی کرده‌است.